# موی مشکی
موی مشکی یا موی سیاه تیره‌ترین و رایج‌ترین رنگ موی انسان‌ها است. در همه اقوام موی مشکی وجود داشته و صفت ژنتیکی غالب برای رنگ مو می‌باشد. معمولاً تراکم موی مشکی از دیگر رنگ‌ها کم‌تر است. گاهی موهای با رنگ قهوه‌ای تیره با موی مشکی اشتباه گرفته می‌شود.

## در ادبیات فارسی
در ادبیات فارسی معمولاً به موی سیاه یا مشکی اشاره می‌شود. برای نمونه شعر زیر:
| طعنه زند همی به شب‌رنگ سیاه موی تو |  | غین غزل بریده‌ام زل زده‌ام به روی تو |

شعر کودکانه زیر نیز معروف است:
| سلام، سلام، صد تا سلام            |  | خان دایی جان، خان دایی جان              |
| خان دایی جون منه، خوشگل و مو مشکی |  | وقتی که ناراحت میشه، چشم من رو در میاره |

## نگارخانه

موی مشکیموی مشکی
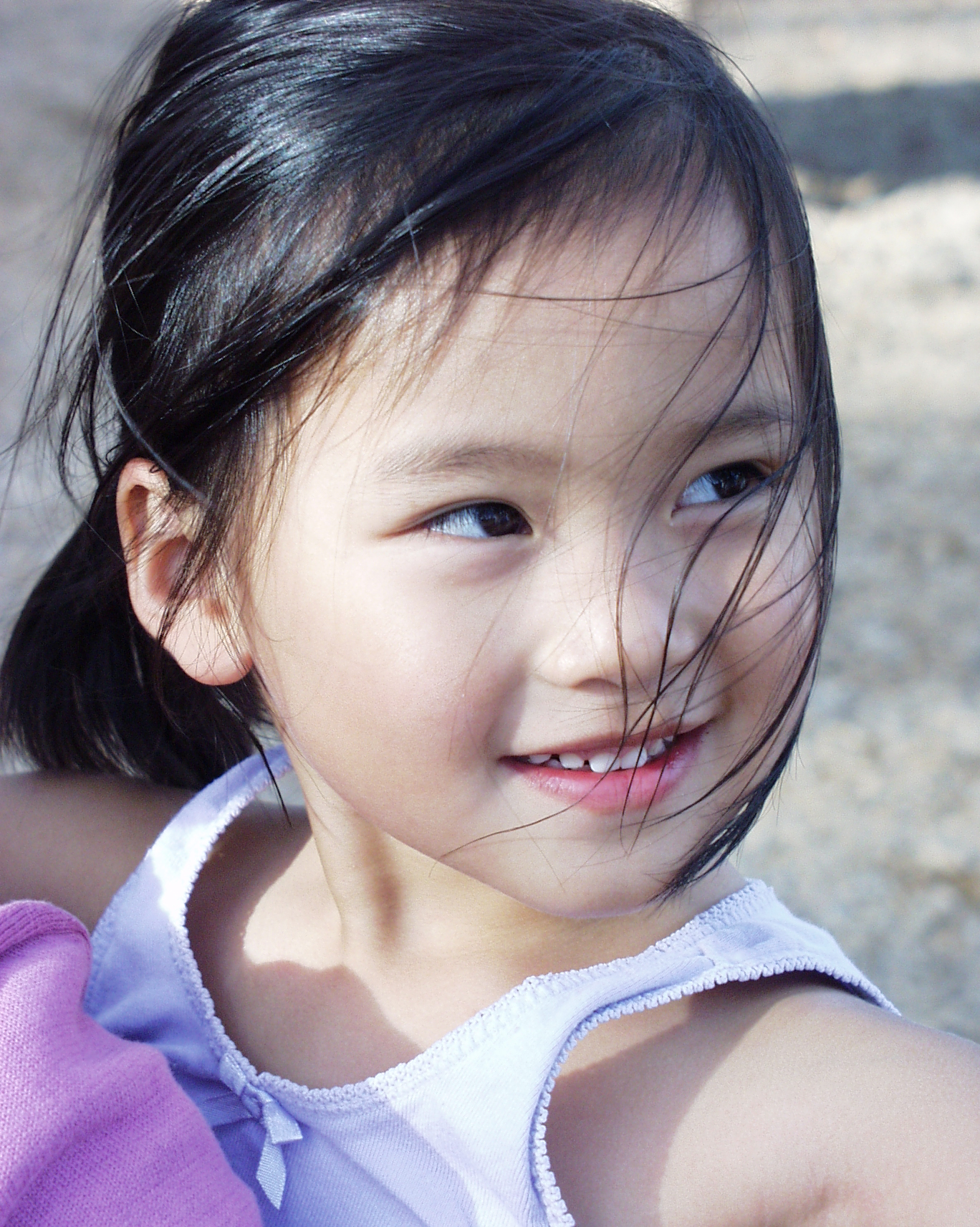
یک دختر بچه چینی با موی مشکی
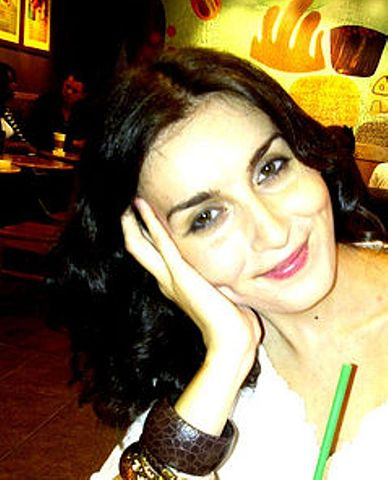
یک زن از قوم چرکس با موهای سیاه
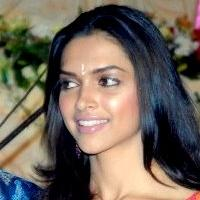
دیپیکا پادوکونه، بازیگر زن هندی با موهای مشکی پرکلاغی
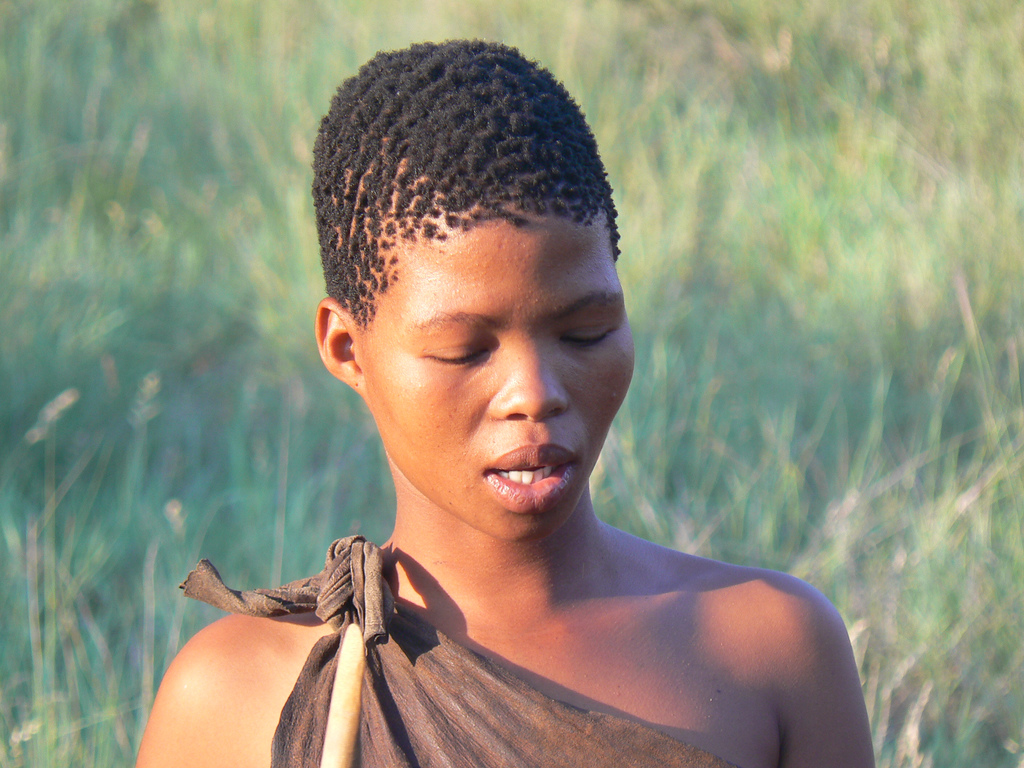
یک زن از قوم خویسان با موهای مشکی